# Papa Lucije
Ukupno su bila trojica pape imena Lucije.
- Lucije I. (253. – 254.)
- Lucije II. (1144. – 1145.)
- Lucije III. (1181. – 1185.)